# Amblyseius nambourensis
Amblyseius nambourensis är en spindeldjursart som beskrevs av Schicha 1981. Amblyseius nambourensis ingår i släktet Amblyseius och familjen Phytoseiidae. Inga underarter finns listade i Catalogue of Life.